# Abutilon menziesii
Abutilon menziesii är en malvaväxtart som beskrevs av Berthold Carl Seemann. Abutilon menziesii ingår i släktet klockmalvor, och familjen malvaväxter. IUCN kategoriserar arten globalt som akut hotad. Inga underarter finns listade i Catalogue of Life.

## Bildgalleri

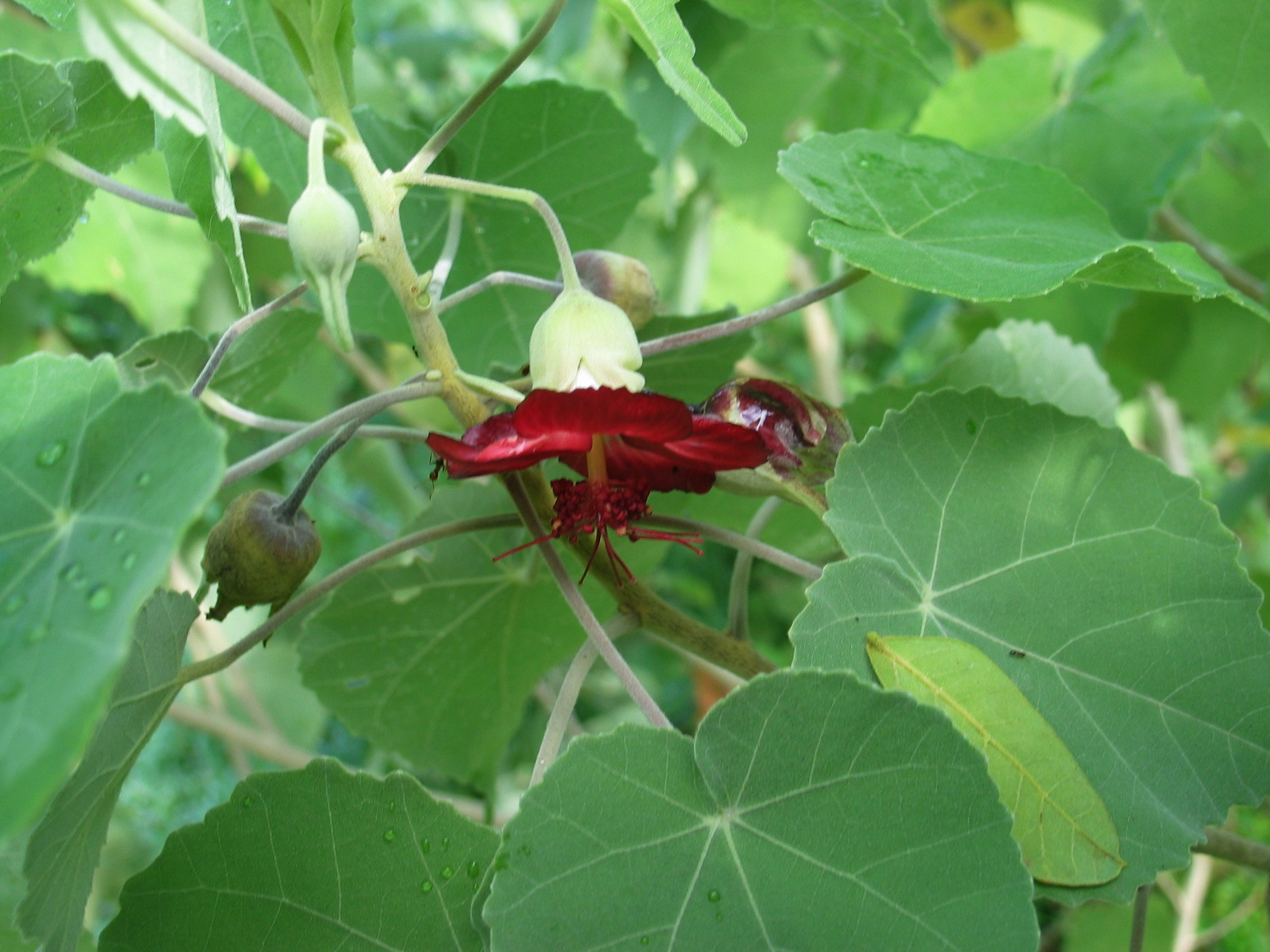
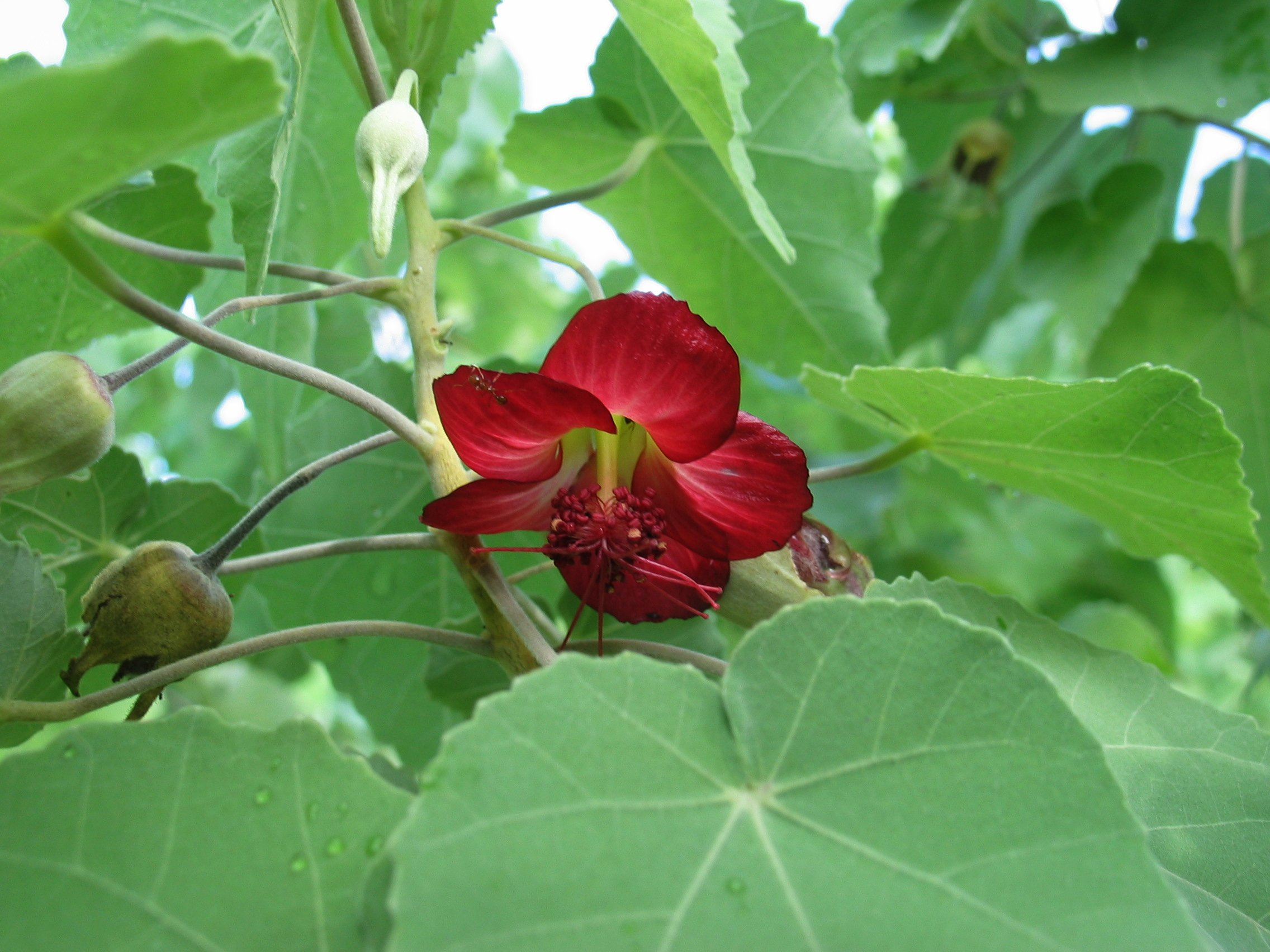
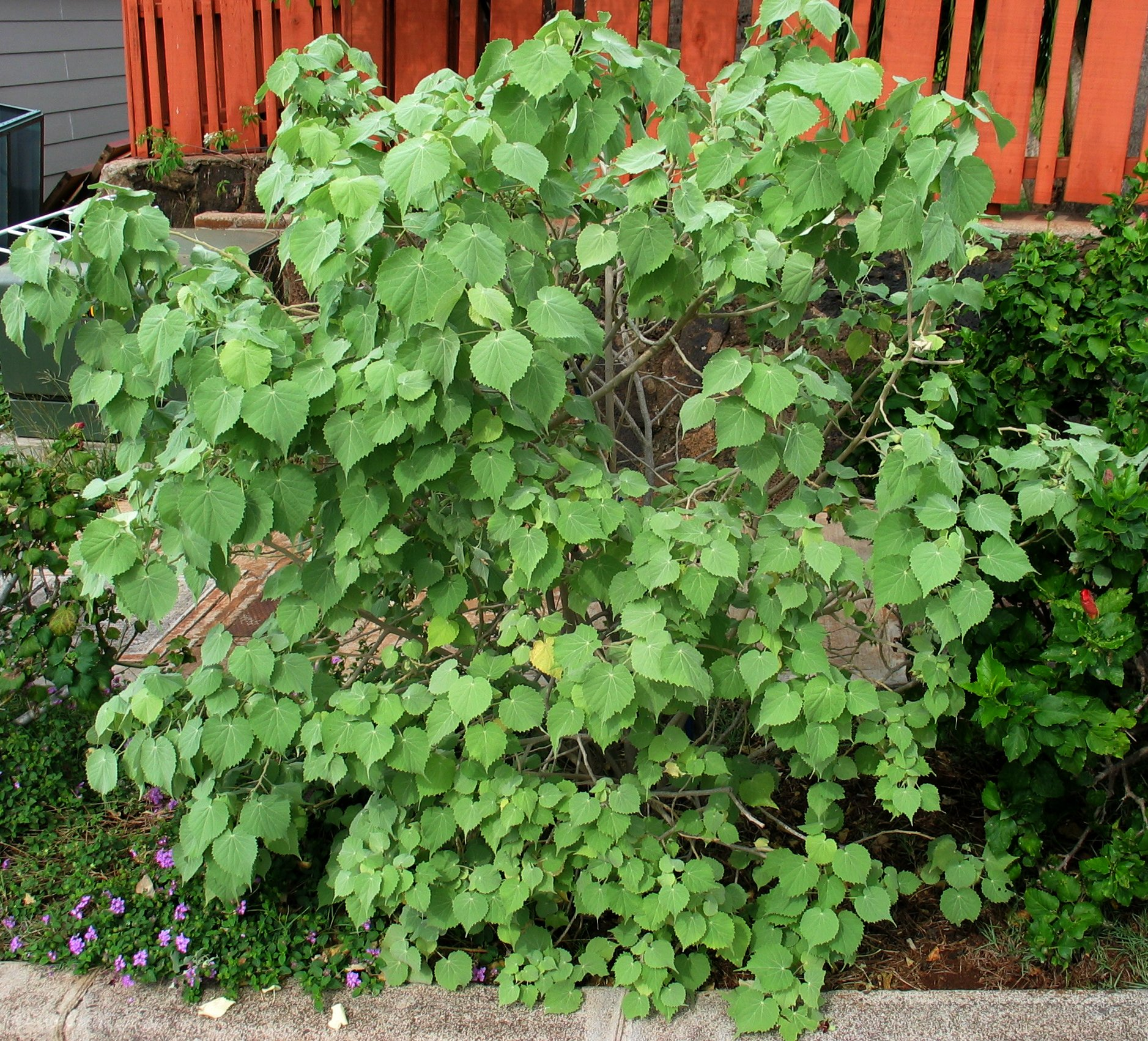
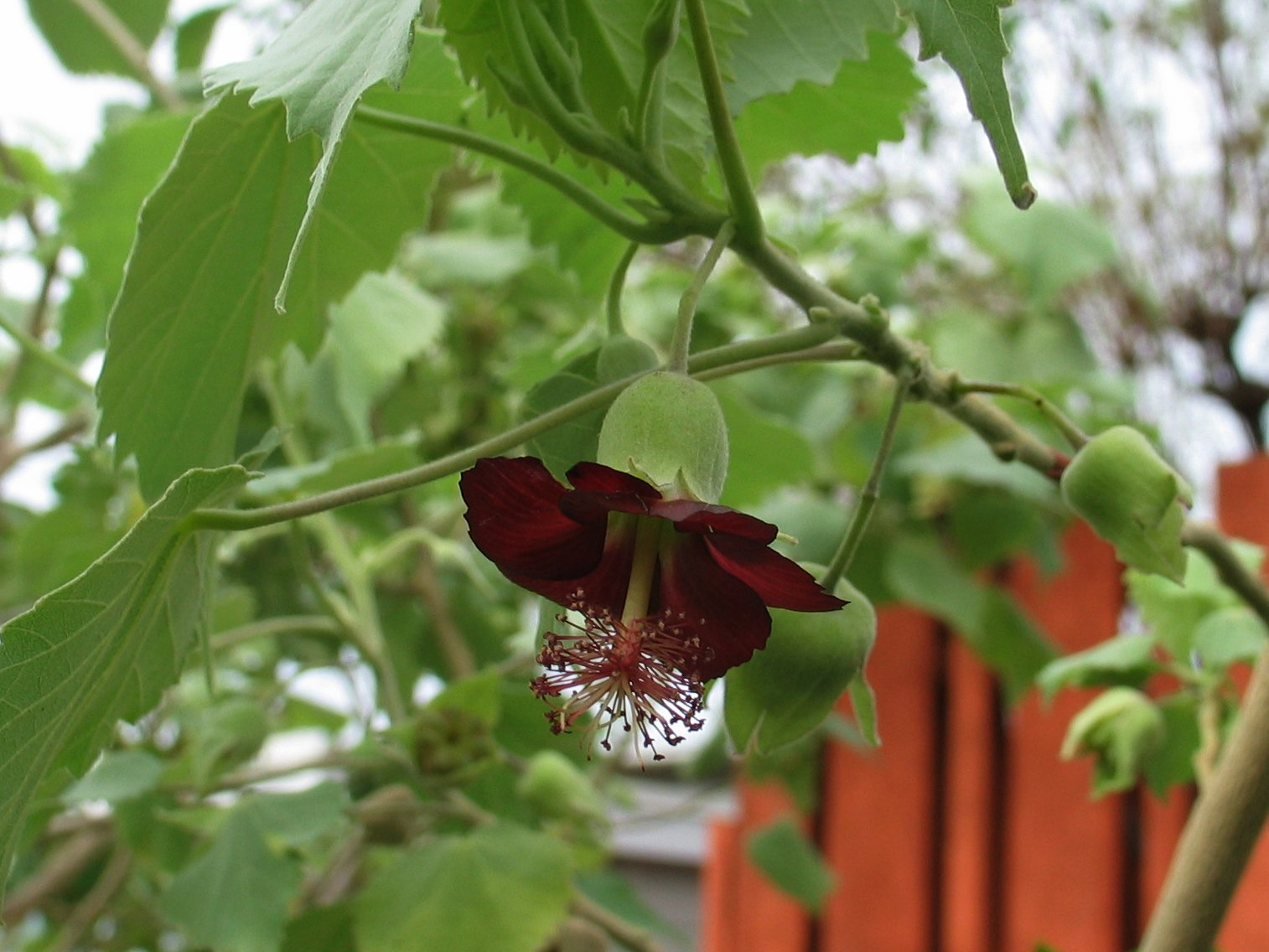
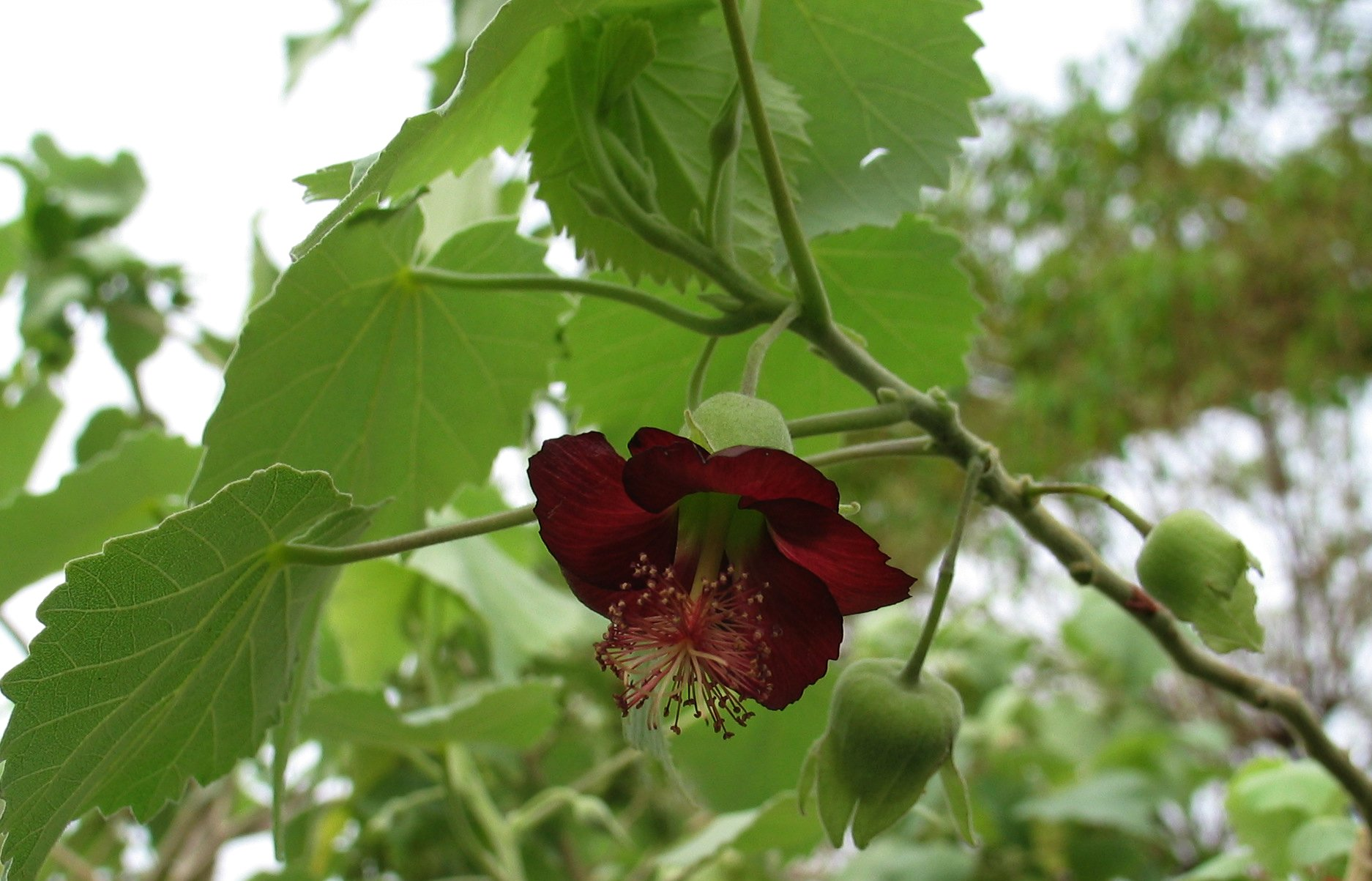
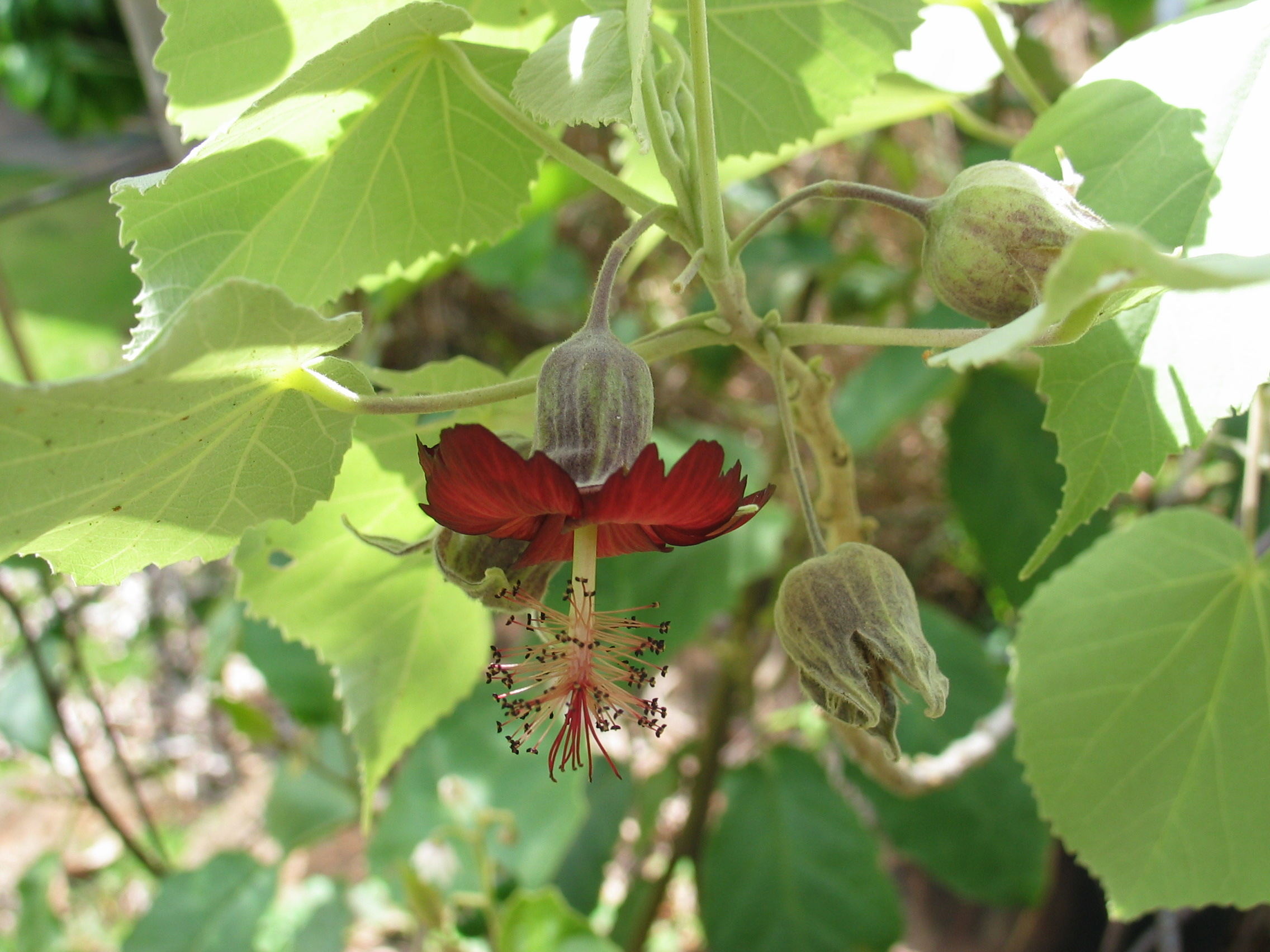